# عبد الكريم النفطي
عبد الكريم النفطي (3 أغسطس 1981 صفاقس تونس - ) هو لاعب كرة قدم تونسي يلعب كلاعب وسط.

## روابط خارجية
- عبد الكريم النفطي على موقع الاتحاد الدولي (مؤرشف)  (الإنجليزية)
- عبد الكريم النفطي على موقع الاتحاد الأوربي (الإنجليزية)
- عبد الكريم النفطي على موقع قاعدة بيانات كرة القدم.إي يو (الإنجليزية)
- عبد الكريم النفطي على موقع ناشيونال فوتبول تيمز (الإنجليزية)
- عبد الكريم النفطي على موقع Soccerway.com (الإنجليزية)